# Pianoconcert nr. 21 (Mozart)
Pianoconcert nr. 21 in C majeur, KV 467, is een pianoconcert van Wolfgang Amadeus Mozart. Hij voltooide het werk op 9 maart 1785, vier weken nadat hij het pianoconcert nr. 20 in d mineur, KV 466, had voltooid.

## Orkestratie
Het pianoconcert is geschreven voor:
- Fluit
- Twee hobo's
- Twee fagotten
- Twee hoorns
- Twee trompetten
- Pauken
- Pianoforte
- Strijkers

## Onderdelen
Het pianoconcert bestaat uit drie delen:
1. Allegro maestoso
2. Andante
3. Allegro vivace assai

Het eerste deel begint rustig in marsvorm, maar beweegt al snel naar een meer lyrische melodie afgewisseld met een fanfare in de blazers. De muziek neemt abrupt toe in volume en de violen nemen de belangrijkste melodie op boven het marsthema, dat nu gespeeld wordt in de koperblazers. Dit hartverwarmende thema gaat over in een kort, rustiger intermezzo dat zich onderscheidt door een zuchtend motief in de koperblazers. Het marsthema keert terug en gaat uiteindelijk over in de entree van de solist. De solist speelt een korte Eingang(een soort van verkorte Cadens) die oplost in een triller op de dominant sol, terwijl de strijkers de mars spelen in C majeur.
De piano voert vervolgens nieuw materiaal toe in C majeur en begint de overgang te maken naar de dominante toonsoort G majeur. Onmiddellijk na de orkestrale cadens wordt uiteindelijk de komst van de dominant aangekondigd. De muziek verschuift abrupt naar g mineur, in een passage die doet denken aan het hoofdthema van Symfonie nr. 40 in die toonaard. Daarna is er een reeks van stijgende en dalende chromatische toonladders en dan de overgang naar het tweede thema van het stuk in G majeur, dat Mozart eerder al gebruikte in zijn Hoornconcert nr. 3. De gebruikelijke ontwikkeling en resumé volgt. Er is een cadens op het einde van het deel, hoewel het origineel van Mozart verloren is gegaan.
Het beroemde andante bestaat uit drie delen. Het primaire thema wordt in het begin door het orkest gespeeld. De eerste violen spelen een dromerige melodie boven de begeleiding die bestaat uit de tweede violen en de altviolen die herhaalde triolen spelen en de cello en contrabas die pizzicato arpeggio's spelen. Al het belangrijke melodische materiaal uit dit deel is vervat in deze begin. Zowel in F majeur en f mineur. Het tweede deel leidt de solo van de piano in en begint in F majeur. Het is geen letterlijke herhaling, hoewel al na de eerste paar zinnen nieuw materiaal wordt toegevoegd in gedurfde toonaarden, waarna vertrouwd materiaal terugkeert. De muziek staat nu in de dominante sleutels van c mineur en C majeur. Meer nieuw materiaal wordt toegevoegd, dat de overgang vormt naar het derde deel van het mouvement. Het derde deel begint opnieuw met de dromerige melodie, maar nu in As majeur. In de loop van dit laatste gedeelte baant de muziek zich een weg terug naar de tonica sleutels van f mineur en vervolgens F majeur. Een korte coda sluit het deel af.
Het uiteindelijke rondo deel begint met het volledige orkest en gaat uit van een vrolijk thema. Na een korte cadens doet de piano mee, die verder uitweidt. Er is een duidelijk vraag-en-antwoord-spel tussen de piano en het ensemble, die de delen vloeiend afwisselen. De solist speelt toonladders en arpeggio's evenals een korte cadens die terugleidt naar het hoofdthema. Het hoofdthema verschijnt nog een allerlaatste keer, leidt tot een stormloop van opwaartse toonladders en eindigt op een triomfantelijke noot.

## Opnamen
Het werk werd tal van keren opgenomen door vele beroemde pianisten, onder wie Géza Anda, Piotr Anderszewski, Vladimir Asjkenazi, Daniel Barenboim, Malcolm Bilson, Alfred Brendel, Robert Casadesus, Annie Fischer, Friedrich Gulda, Stephen Hough, Keith Jarrett, Wilhelm Kempff, Walter Klien, Alicia de Larrocha, Rosina Lhevinne, Dinu Lipatti, Radu Lupu, Murray Perahia, Maria João Pires, Maurizio Pollini, Arthur Rubinstein, Fazıl Say, András Schiff, Artur Schnabel, Rudolf Serkin, Howard Shelley, Mitsuko Uchida en Christian Zacharias.